# Dave Dalone
Dave Dalone, även känd som Sky Davids, är en svensk gitarrist som är medlem i det svenska hårdrocksbandet H.E.A.T.
Han var en av medlemmarna som skrev de flesta låtarna. 
Dalone lämnade bandet kort efter släppet av bandets tredje album "Adress The Nation", men återvände 2016 som ersättare till då avhoppade Eric Rivers. 